# Cúria diocesana
La cúria diocesana és una entitat formada per persones al servei del bisbe, a qui ajuden en el govern de tota la diòcesi, en especial en l'organització de la pastoral i en l'exercici de les funcions judicials. La seva estructura s'ha mantengut poc alterada des de l'edat mitjana, encara que amb el Concili Vaticà II (1962-65) va perdre part de les seves funcions administratives per adquirir una major orientació pastoral. La integren diferents membres administratius (canceller-secretari, arxiver, notari, examinadors sinodals i rectors consultors) i judicials (jutges sinodals i pro-sinodals i els altres membres dels tribunals.
Aquestes cúries podien exercir jurisdicció feudal sobre els territoris que li corresponien. En el cas de l'illa de Mallorca, com a producte del Repartiment dut a terme pel rei Jaume I, varen aparèixer diferents cúries eclesiàstiques (Cúria del Pariatge, Cúria de la Porció Temporal de l'Església de Mallorca, Cúria del Paborde de Tarragona, etc.), que sovint exercien les seves funcions de manera compartida amb el poder reial.